# バイロン・ホワイト
バイロン・レイモンド・"ウィーザー"・ホワイト（Byron Raymond "Whizzer" White、1917年6月8日 – 2002年4月15日）は、1962年から1993年の間に、アメリカ合衆国連邦最高裁判所陪席判事を務めたアメリカ合衆国の法律家、プロフットボーラー。

## 経歴
1937年12月に開かれたNFLドラフトの1巡全体4位でピッツバーグ・パイレーツに指名された。
1938年、新人の彼はリーグのリーディングラッシャーとなった。
1939年にイングランドに渡ったが、第二次世界大戦の勃発により、アメリカに帰国した。同年末にイェール・ロー・スクールに入学した。
1940年にはデトロイト・ライオンズに所属し、またもNFLのリーディングラッシャーとなった。3シーズンで33試合に出場した彼は、当時としては破格の1500ドル（2018年の27万ドルと同等）を受け取っており、彼はそのお金をロースクールの学費に費やした。
第二次大戦中は、アメリカ海兵隊を志望していたが、色覚異常のため、アメリカ海軍のミリタリー・インテリジェンスを務めた。ジョン・F・ケネディのPTボートが沈没した件のレポートを書いている。
大戦終了後、イェール・ロースクールに復帰、1946年に卒業した。
フレデリック・ヴィンソンの助手を務めた後、コロラド州に戻った。
1960年アメリカ合衆国大統領選挙ではコロラド州でケネディの当選に向けて活動した。
ケネディ大統領時代、ロバート・ケネディの下で、アメリカ合衆国司法省次官を務めた。
ホワイトはコーカー対ジョージア州事件などで多数意見を書き、ミランダ対アリゾナ州事件、ロー対ウェイド事件などの著名な事件で少数意見を書いた。